# IC 1398
IC 1398 ist eine Spiralgalaxie vom Hubble-Typ Sc im Sternbild Pegasus am Nordsternhimmel. Sie ist schätzungsweise 483 Mio. Lichtjahre von der Milchstraße entfernt und hat einen Durchmesser von etwa 125.000 Lj.
Im selben Himmelsareal befindet sich u. a. die Galaxie NGC 7132.
Das Objekt wurde am 6. November 1891 von Rudolf Ferdinand Spitaler entdeckt.